# Boarhunt
Boarhunt – wieś w Anglii, w hrabstwie Hampshire, w dystrykcie Winchester. Leży 26 km na południowy wschód od miasta Winchester i 99 km na południowy zachód od Londynu. Miejscowość liczy 543 mieszkańców.